# Alexander Vik
Alexander Vik, född 1955, är en svensk-norsk affärsman. Vik var en storägare i Internet-bolaget Xcelera.com, vars börsvärde som mest var 110 miljarder kronor. 

## Biografi
Vik växte upp i en välbärgad familj i Stocksund norr om Stockholm. Hans pappa kom från Norge och familjen hade gjort sig en förmögenhet på minkpälsar. Alexander var från start predestinerad till en plats högt upp i näringslivet men utbildade sig istället på Harvard Business School i USA och startade sedan sin karriär i den amerikanska fastighetsbranschen på 1980-talet men hamnade snart i finansbranschen. Från jobbet som mäklare på amerikanska Kidder, Peabody & Company blev han chef för Scandinavia Fund, som hans förmögna pappa tagit kontrollen över.
I Sverige är han mest känd som mannen som höll på att knäcka Trygg Hansa. Han var den som i början på 1990-talet sydde ihop förvärvet av det amerikanska försäkringsbolaget Home, med huvudkontor på Wall Street. Runt 800 miljoner dollar fick Trygg Hansa betala för bolaget strax innan det blev uppenbart att det var konkursmässigt.
Vik har numera sin bas i Monaco.

## Xcelera.com och Mirror Image
På 90-talet grundades Mirror Image av uppfinnaren Sverker Lindbo. Idén var att utveckla en hårdvara som skulle få upp hastigheten på Internet världen över. Mitt under it-yran 1999 köpte Alexander Vik genom sitt bolag Xcelera.com (fd. Scandinavian Fund) en majoritetspost i Mirror Image.
Xcelera.com, som var noterat på American Stock Exchange blev snabbt en hajpad aktie och kursen steg med 74 000 procent, vilket är den enskilt största värdeökningen på ett år i den amerikanska aktiemarknadens historia. Som mest var Xceleras börsvärde 110 miljarder kronor, vilket var högre än storbolag som Volvo och Electrolux, trots att bolaget knappt tjänade några pengar och omsättningen var obefintlig. Men eftersom bolaget var noterat på Caymanöarna hade Xcelera ett och ett halvt år på sig att redovisa några resultatsiffror. När det väl gick upp för marknaden hur lite bolaget omsatte, klappade aktien ihop. 
Enligt Forbes lyckades Alexander Vik sälja Xcelera-aktier för 250 miljoner dollar, drygt 2,2 miljarder kronor, innan kursslakten inträffade.
I SVT-dokumentären Konsten att bli miljardär berättas historien om hur Xcelera haussades med pressmeddelanden och olika uttalanden i tv. Dokumentären är producerad av Daniel Hill i samarbete med Affärsvärlden och SVT.

## TV-program
- Konsten att bli miljardär (SVT-dokumentär)